# Calle 7 Paraguay
Calle 7 Paraguay es un programa de televisión de competencias, adaptado del programa chileno Calle 7 de TVN. Actualmente es emitido por Telefuturo de lunes a viernes a las 17:30 horas, conducido por Dani Willigs, Kassandra Frutos y Leo Rivas, en donde un grupo de jóvenes deben participar en distintas pruebas con el fin de no ser eliminados y poder ganar un gran premio final.

## Primera etapa

### Primera temporada
La primera temporada de Calle 7 Paraguay, -Nadie nos para- comenzó el día el lunes 1 de marzo de 2010 en donde fueron presentados los competidores. El sistema de competencia consistía en que todos los días se enfrentaban los equipos amarillo y rojo, es decir, los lunes, miércoles y viernes competirán en tres pruebas las cuales valen 100, 200 y 300 puntos y de esta manera se daba a conocer quién era el ganador del día. Los métodos de nominación eran diferentes cada semana:
- Los participantes del Equipo perdedor deben nominar a 2 de sus compañeros que irán a eliminación.
- Los participantes del Equipo ganador deben nominar a 2 competidores del Equipo perdedor que irán a eliminación.
- Antes de empezar las competencias cada equipo debe elegir a dos "Amenazados", quien será el nominado en caso de que su equipo llegase a perder.

De esta manera se busca conocer a los seis nominados de la semana para la prueba de eliminación en donde se ve quien dejara el programa.
El ganador de esta temporada fue Oscar Núñez "El Pelado".

### Segunda temporada
La segunda temporada de Calle 7 Paraguay, -Nadie nos para- comenzó el día el lunes 2 de agosto de 2010 en donde fueron presentados los competidores. El sistema de competencia consistía en que todos los días se enfrentaban los equipos amarillo y rojo, es decir, los lunes, miércoles y viernes competirán en tres pruebas las cuales valen 100, 200 y 300 puntos y de esta manera se daba a conocer quién era el ganador del día. Los métodos de nominación eran diferentes cada semana:
- Los participantes del Equipo perdedor deben nominar a 2 de sus compañeros que irán a eliminación.
- Los participantes del Equipo ganador deben nominar a 2 competidores del Equipo perdedor que irán a eliminación.
- Los participantes del Equipo perdedor deben sacar una pelotita de un tarro, hay 2 negras y muchas blancas, los primeros 2 que las saquen quedaran nominados para la eliminación.
- Antes de empezar las competencias cada equipo debe elegir a dos "Amenazados", quien será el nominado en caso de que su equipo llegase a perder.

De esta manera se busca conocer a los seis nominados de la semana para la prueba de eliminación en donde se ve quien dejara el programa.
Los participantes del Equipo perdedor deben sacar una pelotita de un tarro, hay 1 negra y muchas blancas, el que la saque debe nominar a dos de sus compañeros para la eliminación.
De esta manera se busca conocer a los seis nominados de la semana para la prueba de eliminación en donde se ve quien dejara el programa.
El ganador de esta temporada fue Christopher Giménez.

### Tercera temporada
La tercera temporada de Calle 7 Paraguay, con su nuevo lema -La competencia es de verdad- comenzó el día lunes 28 de febrero de 2011 presentando a los nuevos participantes llegaran a competir. En esta oportunidad el sistema de competencia es en modalidad de parejas mixtas, pero que sin embargo compiten en los ya conocidos equipos amarillo y rojo; dichos equipos, los lunes, miércoles y viernes, se enfrentan en tres pruebas las cuales valen 100, 200 y 300 puntos y de esta manera se da a conocer quien es el ganador del día. Mientras tanto que el equipo perdedor tiene inmediatamente a dos de sus parejas nominadas. Es así como se busca conocer a las 6 parejas nominadas de la semana para la prueba de eliminación, y en donde se ve quien deja el programa. Sin embargo a partir de la octava semana en adelante solo iba una pareja nominada por día, y las otras dos restantes salían por medio del voto del público y por Indisciplina.
La pareja ganadora de esta temporada fue la conformada por Florencia “Floppy” Conde y Francisco “Pancho” Rodríguez, el primero consagrándose como el primer Tricampeón dentro de toda la franquicia internacional de Calle 7.

### Cuarta temporada
La cuarta temporada de Calle 7 Paraguay, -La competencia es de verdad- inició el día lunes 1 de agosto de 2011 presentando a los nuevos participantes que van a competir en esta temporada, que son 32. Ellos compiten en los ya conocidos equipos amarillo y rojo; dichos equipos, los lunes, miércoles y viernes, se enfrentarán en tres pruebas las cuales valen 100, 200 y 300 puntos, de esta manera se da a conocer quién es el ganador del día. Mientras tanto que el equipo perdedor tiene inmediatamente a dos de sus integrantes nominados. Es así como se busca conocer a los seis integrantes nominados de la semana para el día de eliminación, en donde se ve quien deja el programa. En esta temporada cada equipo cuenta con dos instructores quienes están encargados de guiarlos en la competencia, pero también tienen la opción de usar un "comodín" al mes y competir entre ellos, cada instructor podrá retar al otro, si gana; el retador puede salvar a una pareja nominada de su equipo y si pierde; el retador del equipo contrario podrá nominar a una pareja más para la Eliminación.
Los ganadores de esta temporada fueron Emilce González en el género femenino y Christopher Giménez en el género masculino, este último consagrándose "Bicampeón de Calle 7 Paraguay".

### Temporada VIP
La primera temporada de la versión VIP de Calle 7 Paraguay, inició el día martes 3 de enero de 2012 presentando a los nuevos participantes famosos que van a competir en esta temporada (10), más los participantes históricos (10). Los martes y jueves, se enfrentan en pruebas las cuales valen 50 puntos para cada pareja del equipo ganador; además compiten de forma individual (en parejas), divididos en grupos de 5 parejas que van cambiando, para ver el reparto de puntos (50, 40, 30, 20 y 10).
La pareja ganadora de esta temporada fue la conformada por Patricia Ferreira y Juan Carlos Samaniego.

### Temporada VIP 2013
La segunda temporada de la versión VIP de Calle 7 Paraguay, inició el día martes 8 de enero de 2013 presentando a los nuevos participantes famosos que van a competir en esta temporada (14), más los participantes históricos (10). Los martes y jueves, se enfrentan en pruebas las cuales valen 50 puntos para cada pareja del equipo ganador; además compiten de forma individual (en parejas), divididos en grupos de 5 parejas que van cambiando, para ver el reparto de puntos (50, 40, 30, 20 y 10).
La pareja ganadora de esta temporada fue la conformada por Vanessa Von Lucken y Carlos Travieso.

### Quinta temporada
La tercera temporada de Calle 7 Paraguay, con su nuevo lema -La máxima competencia- comenzó el día sábado 6 de abril de 2013 presentando a los nuevos participantes llegaran a competir, que son 31 (13 + 18). Ellos compiten en los ya conocidos equipos amarillo y rojo; dichos equipos, los sábados se enfrentaban en pruebas, donde en cada prueba el equipo perdedor tenía a uno o dos de sus participantes nominados. Es así como se buscaba conocer a los cinco o seis integrantes nominados de la semana para el día de eliminación, los domingos, en donde se conocía quién deja el programa. Los métodos de nominación eran diferentes cada semana:
- Semanas 1−4: Los sábados se realiza la nominación de cinco participantes para el día de eliminación, en cada prueba el equipo perdedor tiene nominados a uno o dos de sus participantes, que previamente fueron amenazados; cabe destacar que en una semana de competencia un participante no puede volver a ser amenazado si se ha salvado. Los días domingos son los días de eliminación, donde los nominados se enfrentan en 3 pruebas, donde en la primera se salvan dos y en las restantes pruebas se salva un participante, hasta llegar al mano a mano final donde se conoce el eliminado.
- Semanas 5−10: Los sábados se realiza la nominación de seis participantes para el día de eliminación, en cada prueba el equipo perdedor tiene nominados a uno o dos de sus participantes, que previamente fueron amenazados; cabe destacar que un participante puede ser amenazado todas las veces que sea posible. Los días domingos son los días de eliminación, donde un participante se salva por la votación del público, y los nominados restantes se enfrentan en 4 pruebas, donde en cada una se salva un participante, hasta llegar al mano a mano final donde se conoce el eliminado.
- Semanas 11−12: La nominación de los participantes se realizó al azar, a través del bolillero, donde el participante del equipo perdedor que obtenía la bolilla negra quedaba nominado. En el día de eliminación, las pruebas eran acumulativas, o sea que, los participantes no se salvaban uno a uno por prueba. Los dos participantes que obtenían los menores puntajes acumulados iban al mano a mano final donde se conoce el eliminado.

Los ganadores de esta temporada fueron Paola López en el género femenino y Juan Pablo Giménez "El Torito" en el género masculino.

### Versión Internacional: Primera temporada
La primera temporada de la versión Internacional de Calle 7 Paraguay, inició el día sábado 31 de agosto de 2013 presentando a los nuevos participantes que van a competir en esta temporada (11), más los participantes históricos (13). En esta oportunidad el sistema de competencia es en modalidad de parejas mixtas (un participante paraguayo con uno extranjero), pero que sin embargo compiten en los ya conocidos equipos amarillo y rojo; dichos equipos, los sábados se enfrentaban en pruebas, donde en cada prueba el equipo perdedor tenía a una de sus parejas nominadas. Es así como se buscaba conocer a las cuatro parejas nominadas de la semana para el día de eliminación, los domingos, en donde se conocía quién deja el programa.
La pareja ganadora de esta temporada fue la conformada por Patricia Ferreira y Juan Pablo Giménez "El Torito" ambos consagrándose nuevos "Bicampeones de Calle 7 Paraguay".

### Temporada VIP 2016
La tercera temporada de la versión VIP de Calle 7 Paraguay, inició el día lunes 4 de enero de 2016 presentando a los nuevos participantes famosos que van a competir en esta temporada (10) y los nuevos participantes desconocidos (12), más los participantes históricos (2 + 2). De lunes a viernes, se enfrentan en pruebas las cuales valen 30 puntos para cada pareja del equipo ganador; además compiten de forma individual (en parejas), divididos en grupos de 6 parejas que van cambiando, para ver el reparto de puntos cada 4 parejas en cada equipo (40, 30, 20 y 10).
La pareja ganadora de esta temporada fue la conformada por Camila Scarpellini y Juan Pablo Giménez "El Torito", este último consagrándose "Tricampeón de Calle 7 Paraguay" (el primero consagrándose como el primer Tricampeón de Calle 7, habiendo ganado las tres versiones; normal, Internacional y VIP) 

### Versión Internacional: Segunda temporada
La segunda temporada de la versión Internacional de Calle 7 Paraguay, inició el día lunes 4 de abril de 2016 presentando a los nuevos participantes paraguayos (9) y los nuevos participantes extranjeros que van a competir en esta temporada (12), más los participantes históricos (11). Ellos compiten en los ya conocidos equipos amarillo y rojo; dichos equipos, entre ellos 11/12 Paraguayos y 8/9 Extranjeros, de lunes a jueves se enfrentaban en pruebas, donde en cada prueba el equipo perdedor tenía a uno o dos de sus participantes nominados. Es así como se buscaba conocer a los cuatro o cinco integrantes nominados de la semana para el día de eliminación, los viernes, en donde se conocía quién deja el programa.
Los ganadores de esta temporada fueron Vanessa Von Lucken en el género femenino, esta última consagrándose "Bicampeona de Calle 7 Paraguay", y Jorge “Coco” Bordón en el género masculino.

### Temporada Premium y término temporal del programa
La primera y única temporada de la versión Premium de Calle 7 Paraguay, inició el día lunes 4 de julio de 2016 presentando solo a los antiguos participantes, entre ellos experimentados (16), extranjeros (5) y famosos (3). Ellos compiten en los ya conocidos equipos amarillo y rojo, en esta edición por pareja; dichos equipos, de lunes a jueves se enfrentan en pruebas, donde cada día el equipo perdedor tiene a una pareja nominada. Es así como se buscaba conocer a las cuatro o cinco parejas nominadas de la semana para el día de eliminación, los viernes, en donde se conocía quienes dejaban el programa.
La pareja ganadora de esta temporada fue la conformada por Madeleine Argüello y Naohiro Ohtsuka.

## Segunda etapa: Reinicio

### Primera temporada
La primera temporada de Calle 7 Paraguay, -La competencia es de verdad- comenzó el día el lunes 7 de marzo del 2022 en donde fueron presentados los 20 nuevos competidores. El sistema de competencia consistía en que todos los días se enfrentaban los equipos amarillo y rojo, es decir, de lunes a viernes competirán en tres pruebas las cuales valen 100, 200 y 300 puntos y de esta manera se daba a conocer quién era el ganador del día. Es así como se buscaba conocer a los cuatro o dos integrantes nominados de la semana para el día de banca, en donde se conocía quién pierde su color.
Los ganadores de esta temporada fueron Gabriela Riveros en el género femenino e Isaac Giménez en el género masculino, ambos del equipo rojo

### Segunda temporada
La segunda temporada de Calle 7 Paraguay, con su nuevo lema -No para- comenzó el día el lunes 8 de agosto del 2022 en donde fueron presentados los nuevos competidores, que son 24. El sistema de competencia consistía en que todos los días se enfrentaban los equipos amarillo y rojo, es decir, de lunes a viernes competirán en tres pruebas las cuales valen 100, 200 y 300 puntos y de esta manera se daba a conocer quién era el ganador del día. Es así como se buscaba conocer a los cuatro, seis o dos integrantes nominados de la semana para el día de banca, en donde se conocía quién pierde su color.
Los ganadores de esta temporada fueron Marina Benítez en el género femenino del equipo amarillo y Marcos Caballero en el género masculino del equipo rojo.

### Tercera temporada
La tercera temporada de Calle 7 Paraguay, con su nuevo lema -Listos para la Gran Batalla- comenzó el día el lunes 10 de abril del 2023 en donde fueron presentados los competidores, que son 24. El sistema de competencia consistía en que todos los días se enfrentaban los equipos amarillo y rojo, es decir, de lunes a jueves competirán en tres pruebas las cuales valen 100, 200 y 300 puntos y de esta manera se daba a conocer quién era el ganador del día. Es así como se buscaba conocer a los cuatro o dos integrantes nominados de la semana para el día de banca, los viernes, en donde se conocía quién pierde su color. 
Los ganadores de esta temporada fueron Vanessa Von Lucken en el género femenino, esta última consagrándose "Tricampeona de Calle 7 Paraguay" (la primera consagrándose como la primera Tricampeona de Calle 7, habiendo ganado las tres versiones y en dos distintas fases; Internacional, VIP y normal en su segunda fase), y Alan Díaz en el género masculino, ambos del equipo amarillo.

### Cuarta temporada
La cuarta temporada de Calle 7 Paraguay, con su nuevo lema -Nueva Generación- inició el día lunes 14 de agosto del 2023 presentando a los nuevos participantes que van a competir en esta temporada, que son 33. Ellos compiten en los ya conocidos equipos amarillo y rojo; dichos equipos, de lunes a jueves, se enfrentarán en tres pruebas las cuales valen 100, 200 y 300 puntos, de esta manera se da a conocer quién es el ganador del día. Mientras tanto que el equipo perdedor tiene inmediatamente a uno de sus integrantes nominados. Es así como se busca conocer a los cuatro/cinco/seis integrantes nominados de la semana para el día de banca, los viernes, en donde se conocía quién pierde su color. En esta temporada cada equipo cuenta con dos instructores quienes están encargados de guiarlos en la competencia, pero también tienen la opción de usar un "comodín" al mes y competir entre ellos.
Los ganadores de esta temporada fueron Elizabeth Ávalos en el género femenino y Luis Pessoa en el género masculino, ambos del equipo rojo

### Quinta temporada
Antes de que comenzara la quinta temporada de Calle 7, se realizó una pretemporada de verano de Calle 7 La Liguilla la cual se extendió desde el 8 de enero al 27 de marzo y que consistió en realizar las competencias de manera entretenida y veraniega; como siempre, los participantes se dividieron en los ya conocidos equipos amarillo y rojo, los cuales compitieron de lunes a viernes en tres pruebas con el objetivo de ser los ganadores del día para poder obtener dinero en efectivo acumulable y por otro lado fueron presentados de a 16, un programa a la vez, los 50 aspirantes a participantes de la temporada competirán en tres pruebas las cuales valen 100, 200 y 300 puntos y de esta manera se daba a conocer quién era el ganador del día, y los clasificados son los ocho nuevos integrantes de la temporada. Finamente la quinta temporada de Calle 7 Paraguay, con su nuevo lema -Batalla de los Dioses- comenzó el día el lunes 1 de abril del 2024 en donde fueron presentados los competidores, que son 24 (12 + 12). El sistema de competencia consistía en que todos los días se enfrentaban los equipos amarillo y rojo, es decir, de lunes a jueves competirán en tres pruebas las cuales valen 100, 200 y 300 puntos y de esta manera se daba a conocer quién era el ganador del día. Es así como se buscaba conocer a los cuatro o dos integrantes nominados de la semana para el día de banca, los viernes, en donde se conocía quién pierde su color. 
Los ganadores de esta temporada fueron Evelyn Núñez en el género femenino y Magno Brítez en el género masculino, ambos del equipo amarillo.

### Versión Internacional: Tercera temporada
La primera temporada de la versión Internacional de Calle 7 Paraguay, inició el día lunes 7 de octubre de 2024 presentando a los nuevos participantes extranjeros que van a competir en esta temporada (11), más los nuevos participantes históricos (5). Ellos compiten en los ya conocidos equipos amarillo y rojo; dichos equipos, de lunes a jueves se enfrentaban en pruebas, donde en cada prueba el equipo perdedor tenía a uno de sus participantes nominados. Es así como se buscaba conocer a las cuatro integrantes nominados de la semana para el día de eliminación, los viernes, en donde se conocía quién pierde su color.
Los ganadores del equipo rojo de esta temporada fueron: Christopher Hernández, Araceli González, Fran Kukso y Salomé Peraza.
Los ganadores de esta temporada fueron Araceli González en el género femenino y Athos Insfrán en el género masculino

## Representación Internacional
Paola Peña es la única tricampeona Internacional de la franquicia, campeona en Calle 7 El Salvador y en Honduras, y ex competidora de Calle 7 Panamá

## Pruebas
Día a día en Calle 7 se realizaban diversas pruebas para ver quién era el equipo ganador del día, también en los días de eliminación para ver quién abandona el programa.
- Temporadas 1, 2, 4, 5 e Internacional 2016: Consta de pruebas grupales e individuales.
- Temporadas 3, VIP (2012, 2013 y 2016), Internacional 2013 y Premium: Consta de pruebas grupales e individuales (por pareja).

### Segunda etapa: Reinicio
- Temporadas 1, 2, 3, 4, 5 e Internacional 2024: Consta de pruebas grupales e individuales.

## Hechos destacables
- En la primera temporada todas las eliminaciones fueron siguiendo el mecanismo "de uno en uno", sin embargo en la segunda temporada hubo tres veces doble eliminación.
- En la segunda temporada nadie volvió a la competencia luego de que Cristina Aranda y Magalí Páez se retiraran, considerando que las reglas del programa establecen que si algún participante se retira de la competencia, el último participante del mismo sexo que haya sido eliminado puede volver en su reemplazo. En este caso hubiera beneficiado a Kariola González y Fabiola Martínez respectivamente.
- Para la tercera temporada, en el mes de febrero, llegarán de Calle 7 Chile Francisco Rodríguez Prat y Alain Soulat para integrarse a las competencias y permanecerán un año, así el cual al parecer, también, después de la gran final de la tercera temporada Francisco Rodríguez Prat fue el primer representante de Chile en Calle 7 Paraguay y se convirtió en el primer hombre que ganó en dos países distintos.[4][5]
- El 22 de julio de 2011 se retiró de la coconducción del programa Lucas Nataloni para incorporarse a Canal 13 y Cinco Sentidos Paraguay.[6]
- El día 23 de diciembre de 2011 se retirán de la conducción del programa Dani Da Rosa y Alain Soulat.
- El 3 de enero de 2012 se realiza la infuncionalidad de Calle 7 Paraguay, empezando así Calle 7 VIP.
- El día 5 de agosto de 2013 se retiró de la coconducción del programa versión VIP Paloma Ferreira y así ingresando para la próxima temporada Edwin Storrer junto Magalí Páez.
- El 6 de abril de 2013 se realiza Calle 7 Paraguay en su versión normal y en su quinta temporada tras estar fuera por un año, debido al éxito en rating de Calle 7 VIP 2013.
- El 31 de agosto de 2013 se realiza la infuncionalidad de Calle 7 Paraguay, empezando así Calle 7 Internacional.
- Después de la Gran Final de la Quinta Temporada Paola López fue la única representante de Paraguay en Calle 7 Ecuador y se convirtió en la primera mujer que ganó en dos países distintos.
- El día 4 de enero del 2016 se reincorpora a la conducción Alain Soulat para reinaugurar de estreno una nueva temporada en su versión VIP y el día lunes 4 de abril una nueva temporada en su versión Internacional en el mismo programa, tras estar fuera 2 años.
- El día 30 de mayo del 2016 se incorpora a la coconducción Melissa Quiñónez (quién también fue una exparticipante del programa del mismo canal Baila conmigo Paraguay)
- El 1 de julio del 2016 fue anunciada la temporada 11, denominada "Temporada Premium", para celebrar 5 años y las mejores 10 temporadas mixtas, por todo lo alto en la historia del mismo canal Telefuturo en su respectiva celebración de sus 18 años revolucionando su mejor existencia, en donde fueron presentados los antiguos 24 participantes, entre ellos 5 extranjeros, 16 experimentados y 3 famosos.
- Por primera vez en la historia de Calle 7 Paraguay hubo tres extranjeros y en cada temporada fueron los únicos representantes ganadores y fueron hombres; en la tercera temporada fue un chileno (Francisco Rodríguez Prat), en la temporada VIP 2013 un cubano (Carlos Travieso) y en la temporada Premium un japonés (Naohiro Ohtsuka).
- El 11 de noviembre del 2021 fue anunciada la primera temporada de la siguiente generación por Telefuturo a ser estrenada en el 2022 inspirado en Calle 7 Bolivia.[7] Más adelante se anunció que la temporada se estrenó desde el 7 de marzo del 2022 con la conducción de Dani Willigs y Kassandra Frutos.
- En la tercera temporada Internacional nadie legendario de Bolivia entró a la banca y tomó su lugar luego de que Cristhian Marmolejo, Iroshy Mukay, Joaquina Triondo y Luz López se retiraran, considerando que las reglas del programa establecen que si algún participante se retira de la competencia, el último participante del mismo sexo que haya sido eliminado puede volver en su reemplazo.